# Loch Humphrey
Loch Humphrey är en sjö i Storbritannien.   Den ligger i riksdelen Skottland, i den nordvästra delen av landet, 600 km nordväst om huvudstaden London. Loch Humphrey ligger 318 meter över havet.  I omgivningarna runt Loch Humphrey växer i huvudsak blandskog.